# Qatar Open
Qatar Open – męski turniej tenisowy kategorii ATP Tour 500 zaliczany do cyklu ATP Tour. Rozgrywany jest na kortach twardych w stolicy Kataru, Dosze od 1993 roku.
Od sezonu 2025 zawody mają rangę ATP Tour 500. W poprzednich latach były kategorii ATP Tour 250. 

## Mecze finałowe

### Gra pojedyncza
| Rok  | Zwycięzca             | Finalista             | Wynik               |
| 2025 | Andriej Rublow        | Jack Draper           | 7:5, 5:7, 6:1       |
| 2024 | Karen Chaczanow       | Jakub Menšík          | 7:6(12), 6:4        |
| 2023 | Daniił Miedwiediew    | Andy Murray           | 6:4, 6:4            |
| 2022 | Roberto Bautista-Agut | Nikoloz Basilaszwili  | 6:3, 6:4            |
| 2021 | Nikoloz Basilaszwili  | Roberto Bautista-Agut | 7:6(5), 6:2         |
| 2020 | Andriej Rublow        | Corentin Moutet       | 6:2, 7:6(3)         |
| 2019 | Roberto Bautista-Agut | Tomáš Berdych         | 6:4, 3:6, 6:3       |
| 2018 | Gaël Monfils          | Andriej Rublow        | 6:2, 6:3            |
| 2017 | Novak Đoković         | Andy Murray           | 6:3, 5:7, 6:4       |
| 2016 | Novak Đoković         | Rafael Nadal          | 6:1, 6:2            |
| 2015 | David Ferrer          | Tomáš Berdych         | 6:4, 7:5            |
| 2014 | Rafael Nadal          | Gaël Monfils          | 6:1, 6:7(5), 6:2    |
| 2013 | Richard Gasquet       | Nikołaj Dawydienko    | 3:6, 7:6(4), 6:3    |
| 2012 | Jo-Wilfried Tsonga    | Gaël Monfils          | 7:5, 6:3            |
| 2011 | Roger Federer         | Nikołaj Dawydienko    | 6:3, 6:4            |
| 2010 | Nikołaj Dawydienko    | Rafael Nadal          | 0:6, 7:6(8), 6:4    |
| 2009 | Andy Murray           | Andy Roddick          | 6:4, 6:2            |
| 2008 | Andy Murray           | Stanislas Wawrinka    | 6:4, 4:6, 6:2       |
| 2007 | Ivan Ljubičić         | Andy Murray           | 6:4, 6:4            |
| 2006 | Roger Federer         | Gaël Monfils          | 6:3, 7:6(5)         |
| 2005 | Roger Federer         | Ivan Ljubičić         | 6:3, 6:1            |
| 2004 | Nicolas Escudé        | Ivan Ljubičić         | 6:3, 7:6(4)         |
| 2003 | Stefan Koubek         | Jan-Michael Gambill   | 6:4, 6:4            |
| 2002 | Junus al-Ajnawi       | Félix Mantilla        | 4:6, 6:2, 6:2       |
| 2001 | Marcelo Ríos          | Bohdan Ulihrach       | 6:3, 2:6, 6:3       |
| 2000 | Fabrice Santoro       | Rainer Schüttler      | 3:6, 7:5, 3:0 krecz |
| 1999 | Rainer Schüttler      | Tim Henman            | 6:4, 5:7, 6:1       |
| 1998 | Petr Korda            | Fabrice Santoro       | 6:0, 6:3            |
| 1997 | Jim Courier           | Tim Henman            | 7:5, 6:7(5), 6:2    |
| 1996 | Petr Korda            | Junus al-Ajnawi       | 7:6(5), 2:6, 7:6(5) |
| 1995 | Stefan Edberg         | Magnus Larsson        | 7:6(4), 6:1         |
| 1994 | Stefan Edberg         | Paul Haarhuis         | 6:3, 6:2            |
| 1993 | Boris Becker          | Goran Ivanišević      | 7:6(4), 4:6, 7:5    |

### Gra podwójna
| Rok  | Zwycięzcy                              | Finaliści                                  | Wynik             |
| 2025 | Julian Cash Lloyd Glasspool            | Joe Salisbury Neal Skupski                 | 6:3, 6:2          |
| 2024 | Jamie Murray Michael Venus             | Lorenzo Musetti Lorenzo Sonego             | 7:6(0), 2:6, 10–8 |
| 2023 | Rohan Bopanna Matthew Ebden            | Constant Lestienne Botic van de Zandschulp | 6:7(5), 6:4, 10–6 |
| 2022 | Wesley Koolhof Neal Skupski            | Rohan Bopanna Denis Shapovalov             | 7:6(4), 6:1       |
| 2021 | Asłan Karacew Andriej Rublow           | Marcus Daniell Philipp Oswald              | 7:5, 6:4          |
| 2020 | Rohan Bopanna Wesley Koolhof           | Luke Bambridge Santiago González           | 3:6, 6:2, 10–6    |
| 2019 | David Goffin Pierre-Hugues Herbert     | Robin Haase Matwé Middelkoop               | 5:7, 6:4, 10–4    |
| 2018 | Oliver Marach Mate Pavić               | Jamie Murray Bruno Soares                  | 6:2, 7:6(6)       |
| 2017 | Jérémy Chardy Fabrice Martin           | Vasek Pospisil Radek Štěpánek              | 6:4, 7:6(3)       |
| 2016 | Feliciano López Marc López             | Philipp Petzschner Alexander Peya          | 6:4, 6:3          |
| 2015 | Juan Mónaco Rafael Nadal               | Julian Knowle Philipp Oswald               | 6:3, 6:4          |
| 2014 | Tomáš Berdych Jan Hájek                | Alexander Peya Bruno Soares                | 6:2, 6:4          |
| 2013 | Christopher Kas Philipp Kohlschreiber  | Julian Knowle Filip Polášek                | 7:5, 6:4          |
| 2012 | Filip Polášek Lukáš Rosol              | Christopher Kas Philipp Kohlschreiber      | 6:3, 6:4          |
| 2011 | Marc López Rafael Nadal                | Daniele Bracciali Andreas Seppi            | 6:3, 7:6(4)       |
| 2010 | Guillermo García-López Albert Montañés | František Čermák Michal Mertiňák           | 6:4, 7:5          |
| 2009 | Marc López Rafael Nadal                | Daniel Nestor Nenad Zimonjić               | 4:6, 6:4, 10–8    |
| 2008 | Philipp Kohlschreiber David Škoch      | Jeff Coetzee Wesley Moodie                 | 6:4, 4:6, 11–9    |
| 2007 | Michaił Jużny Nenad Zimonjić           | Martin Damm Leander Paes                   | 6:1, 7:6(3)       |
| 2006 | Jonas Björkman Maks Mirny              | Christophe Rochus Olivier Rochus           | 2:6, 6:3, 10–8    |
| 2005 | Albert Costa Rafael Nadal              | Andrei Pavel Michaił Jużny                 | 6:3, 4:6, 6:3     |
| 2004 | Martin Damm Cyril Suk                  | Andy Roddick Stefan Koubek                 | 6:2, 6:4          |
| 2003 | Martin Damm Cyril Suk                  | Mark Knowles Daniel Nestor                 | 6:4, 7:6(8)       |
| 2002 | Donald Johnson Jared Palmer            | Jiří Novák David Rikl                      | 6:3, 7:6(5)       |
| 2001 | Mark Knowles Daniel Nestor             | Juan Balcells Andriej Olchowski            | 6:3, 6:1          |
| 2000 | Mark Knowles Maks Mirny                | Alex O’Brien Jared Palmer                  | 6:3, 6:4          |
| 1999 | Alex O’Brien Jared Palmer              | Piet Norval Kevin Ullyett                  | 6:3, 6:4          |
| 1998 | Mahesh Bhupathi Leander Paes           | Olivier Delaître Fabrice Santoro           | 6:4, 3:6, 6:4     |
| 1997 | Jacco Eltingh Paul Haarhuis            | Patrik Fredriksson Magnus Norman           | 6:3, 6:2          |
| 1996 | Mark Knowles Daniel Nestor             | Jacco Eltingh Paul Haarhuis                | 7:6, 6:3          |
| 1995 | Stefan Edberg Magnus Larsson           | Andriej Olchowski Jan Siemerink            | 7:6, 6:2          |
| 1994 | Olivier Delaître Stéphane Simian       | Shelby Cannon Byron Talbot                 | 6:3, 6:3          |
| 1993 | Boris Becker Patrik Kühnen             | Shelby Cannon Scott Melville               | 6:2, 6:4          |